# Jesús Díez García
Jesús Díez García (Albacete, España) es un compositor, letrista y guitarrista español. Hasta la fecha ha publicado tres álbumes y dos EPs, algunos de los cuales han sido distribuidos por Europa y Japón, además de cuatro videoclips musicales.

## Música

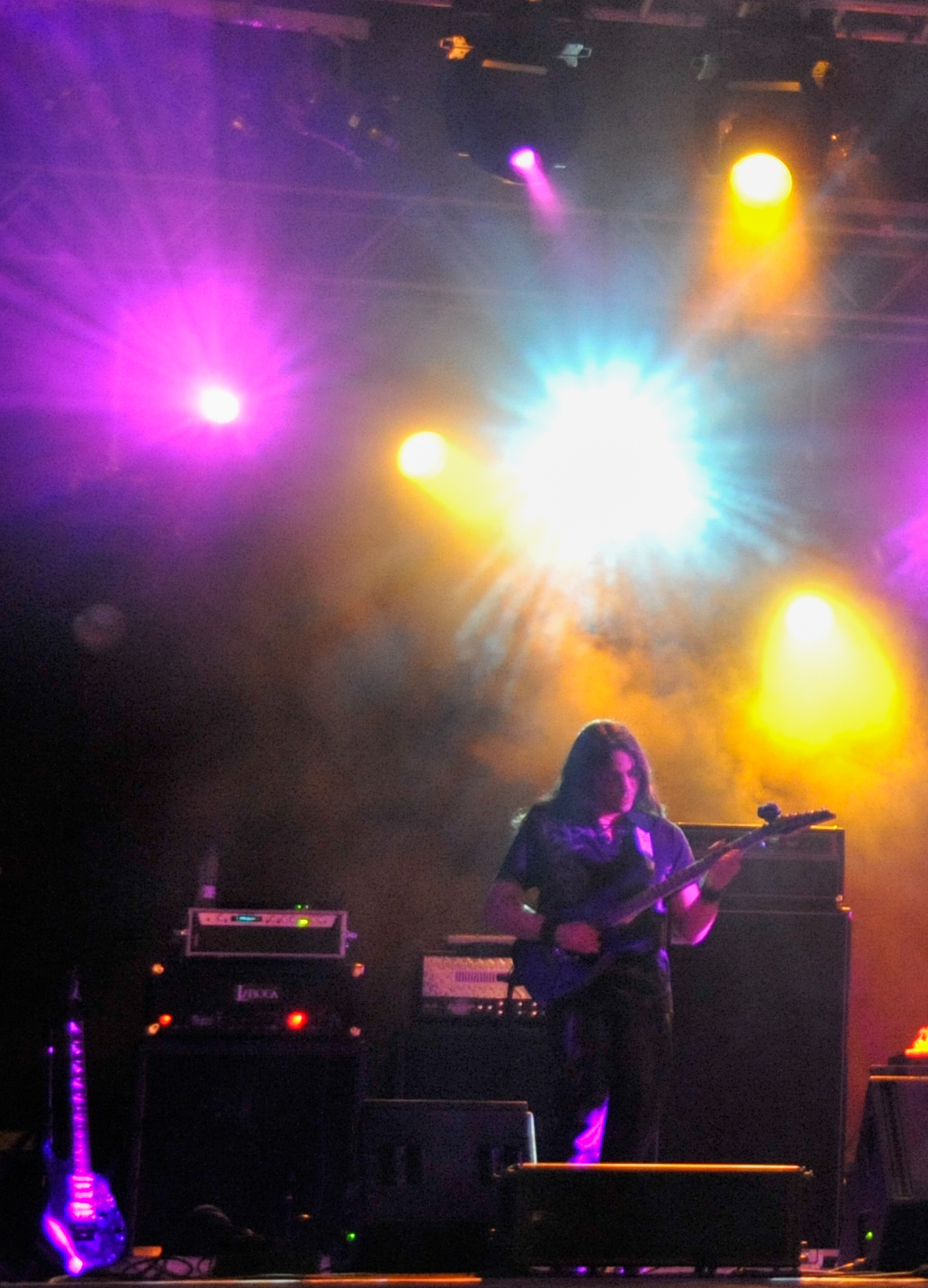
Jesús en un concierto en 2009.

Entre 2004 y 2005 funda el grupo de metal sinfónico Níobeth y toma los roles de compositor y guitarrista. Con él graba dos álbumes de estudio, The Shining Harmony of Universe y Silvery Moonbeams, dos EPs, Infinite Ocean of Stars y Dreaming, y tres videoclips antes de la separación del mismo. Las letras de sus canciones suelen estar escritas en inglés, si bien en ocasiones utiliza el japonés o el español, por ejemplo, en la canción Campeón, una balada escrita en memoria de su padre e incluida en Silvery Moonbeams.
El grupo despertó el interés nacional, realizando diversas giras por España a lo largo de 5 años, incluyendo una en compañía del grupo noruego Sirenia, y actuando en salas como la sala Caracol de Madrid o la sala Razzmatazz de Barcelona, así como en algunos de los festivales más importantes del país, como el Viña Rock y el Leyendas del Rock. Entre las múltiples actuaciones de la formación, destaca el concierto de presentación de su primer disco, The Shining Harmony of Universe, en compañía de un coro.
Asimismo, la música de la banda también despertó interés a nivel internacional, firmando primero con el sello discográfico japonés Rubicon Music para el lanzamiento de ambos álbumes en Japón y posteriormente con Aural Music para la distribución europea de los mismos. Las versiones japonesas de los álbumes contienen materiales adicionales, como es habitual en el país: The Shining Harmony of Universe incluye el tema adicional Dreaming y un DVD con el videoclip de The Whisper of Rain, mientras que Silvery Moonbeams incluye una versión instrumental de piano del tema Eclipse.
En 2011, uno de los redactores de la web estadounidense de metal Sonic Cathedral eligió el álbum Silvery Moonbeams como el mejor lanzamiento del año.
Tras la separación de Níobeth, Jesús continúa su carrera musical en solitario y comienza a trabajar en nuevas canciones. En 2013 se muda a Londres, donde participa en el grupo de Min'yō del SOAS de la Universidad de Londres, entrando así en contacto más directamente con la música tradicional y el folclore de Japón, principalmente asistiendo a ensayos y talleres, pero también tomando parte en una actuación en directo en Trafalgar Square durante el Japan Matsuri de 2013.
Su primer disco en solitario, Mono no Aware, grabado en parte en Londres y en parte en Valencia, ve la luz en diciembre de 2016. Se trata de un disco conceptual en torno al concepto japonés mono no aware, y cuenta con la participación de múltiples músicos invitados, entre ellos algunos intérpretes de instrumentos tradicionales japoneses como el koto y el shamisen. Entre los diez temas que conforman el disco, además del que da nombre al mismo, se encuentran algunas versiones de temas tradicionales del folclore japonés como Sakura o Kokiriko, así como, en su mayoría, obras de composición propia como, entre otras: Sadako's Wings of Hope, una obra de más de 15 minutos que trata sobre la historia de Sadako Sasaki y la leyenda de las 1000 grullas de papel, que ha sido definida por los medios como "una pura obra maestra sinfónica tan épica como es posible", y que ha sido referenciada en las notas promocionales de la remasterización en alta definición de la película Senba-zuru del director japonés Seijirō Kōyama; Farewell to the Moon, que recoge la historia de la diosa solar Amaterasu; Wistful Weaver, que aborda el encuentro entre Orihime y Hikoboshi que se celebra durante el tanabata; y Choose Your Adventure, un canto a la libertad creativa y vital.
Mono no Aware, el tema de piano y voz que da nombre al disco, cuenta además con un videoclip, rodado en las calles de Kioto y en el Teatro Circo de Albacete, en el que el compositor aparece junto a la cantante Ester Raventós, vocalista principal del disco.

## Discografía

### En Solitario
| Año  | Álbum         | Tipo             | Formato | Discográfica  |
| ---- | ------------- | ---------------- | ------- | ------------- |
| 2016 | Mono no Aware | Álbum de estudio | CD      | Independiente |

### Con Níobeth
| Año  | Álbum                           | Tipo             | Formato | Discográfica                                                         |
| ---- | ------------------------------- | ---------------- | ------- | -------------------------------------------------------------------- |
| 2006 | Infinite Ocean of Stars         | EP               | CD      | Independiente                                                        |
| 2008 | The Shining Harmony of Universe | Álbum de estudio | CD      | Molusco Discos (España), Aural Music (Europa), Rubicon Music (Japón) |
| 2010 | Dreaming                        | EP               | CD      | Molusco Discos                                                       |
| 2011 | Silvery Moonbeams               | Álbum de estudio | CD      | Aural Music (Europa), Rubicon Music (Japón)                          |

## Videografía

### Vídeos musicales
| Año  | Vídeo               | Álbum                           |
| ---- | ------------------- | ------------------------------- |
| 2009 | The Whisper of Rain | The Shining Harmony of Universe |
| 2010 | Dreaming            | Dreaming                        |
| 2011 | Eclipse             | Silvery Moonbeams               |
| 2019 | Mono no Aware       | Mono no Aware                   |